# Mohamed Fadl
Mohamed Fadl (Cairo, 12 de agosto de 1980) é um futebolista profissional egípcio que atua como atacante.

## Carreira
Mohamed Fadl representou o elenco da Seleção Egípcia de Futebol no Campeonato Africano das Nações de 2008.

## Títulos
Seleção Egípcia
- Campeonato Africano das Nações: 2008.